# Grézillac
Grézillac is een gemeente in het Franse departement Gironde (regio Nouvelle-Aquitaine) en telt 610 inwoners (1999). De plaats maakt deel uit van het arrondissement Libourne.

## Geografie
De oppervlakte van Grézillac bedraagt 7,8 km², de bevolkingsdichtheid is 78,2 inwoners per km².
De onderstaande kaart toont de ligging van Grézillac met de belangrijkste infrastructuur en aangrenzende gemeenten.

## Demografie
Onderstaande figuur toont het verloop van het inwonertal (bron: INSEE-tellingen).